# Soera Schepper
Soera Schepper is een soera van de Koran. Deze soera wordt ook wel De Engelen (الملَائكة) genoemd.
De soera is vernoemd naar het feit dat in de ene helft God als Schepper wordt geprezen, zoals in aya 1. Niets kan zonder Zijn medeweten of wil. De andere helft van de soera gaat over de beloning voor de gelovigen en de ongelovigen.